# Maciowakrze
Maciowakrze (dodatkowa nazwa w j. niem. Matzkirch) – wieś w Polsce położona w województwie opolskim, w powiecie kędzierzyńsko-kozielskim, w gminie Pawłowiczki. w 2011 roku liczba mieszkańców we wsi Maciowakrze wynosiła 379.

## Historia
Miejscowość i parafię wzmiankowano po raz pierwszy jako Maceiowe Ker w liście biskupa wrocławskiego Wawrzyńca z 1223 roku. W 1264 biskup Tomasz przekazał ją cystersom z Rud, których własnością była do 1810 roku.
W 1272 wzmiankowano wieś jako Macheovker, w 1499 jako niemieckie zu Matzkirch.
Od końca XVIII w. wieś posiadała własną pieczęć, na której wizerunku widniał pień i od góry wbity w niego topór.
W latach 1954–1968 wieś należała i była siedzibą władz gromady Maciowakrze, po jej zniesieniu w gromadzie Pawłowiczki. W latach 1975–1998 miejscowość administracyjnie należała do ówczesnego województwa opolskiego.

## Zabytki
Do wojewódzkiego rejestru zabytków wpisane są:
- kościół parafialny pw. św. Floriana, barokowy, wzniesiony w l. 1772-1773, wypisany z księgi rejestru
- barokowa plebania z 1780 r.